# 계엄령 (영화)
계엄령(Etat De Siege, State Of Siege)은 이탈리아에서 제작된 코스타 가브라스 감독의 1973년 드라마, 스릴러 영화이다. 이브 몽땅 등이 주연으로 출연하였고 자크 페랭 등이 제작에 참여하였다.

## 출연

### 주연
- 이브 몽땅

### 조연
- 레나토 살바토리
- O.E. 하스
- 쟈크 웨버
- 장 룩 비도
- 모리스 테이낙
- 이베트 에티에반트

## 제작진
- 미술: 자크 도비디오